# Sidbury Hill
Sidbury Hill, ou Sidbury Camp, est une colline fortifiée de l'Âge du fer, située dans le Wiltshire, en Angleterre. Le site recouvre en partie un établissement néolithique antérieur.

## Situation
Sidbury Hill est situé au nord-ouest de la petite ville de Tidworth, sur la bordure orientale de la plaine de Salisbury, dans le Wiltshire, en Angleterre.
Le site jouxte une zone militaire qui sert de terrain de manœuvre à l'armée britannique. Des sentiers permettent au public d'accéder au site, sauf en période de restriction par le ministère de la Défense.
On trouve aux alentours de Sidbury Hill de nombreux fossés et tumulus anciens.

## Historique
Le site a été fouillé partiellement au XIXe siècle et dans les années 1950, où on a trouvé des tessons de poterie et d'autres vestiges. Un ancien établissement néolithique a alors été découvert sur une section du rempart sud-est de la colline, qui a livré des outils lithiques en silex.

## Description
Le site a une forme presque triangulaire et occupe une superficie d'environ 7 hectares.

Le sommet de la colline est à 223 m d'altitude. La colline offre une excellente position défensive sur tous les côtés, renforcés par une double enceinte de terre et un double fossé.

## Protection
Le site est classé monument historique (scheduled national monument).